# Бразил на Светском првенству у атлетици на отвореном 2019.
Бразил је на 17. Светском првенству у атлетици на отвореном 2019. одржаном у Дохи од 27. септембра до 6. октобра учествовао седамнаести пут, односно учествовао је на свим првенствима до данас. Репрезентацију Бразила представљало је 42 учесника (25 мушкараца и 17 жена) који су се такмичили у 25 дисциплина (12 мушких, 12 женских и 1 мешовита).,
На овом првенству такмичари Бразила нису освојили ниједну медаљу. У табели успешности према броју и пласману такмичара који су учествовали у финалним такмичењима (првих 8 такмичара) Бразил је са 7 учесника у финалу делио 15. место са 25 бодова.
| Плас. | Земља  | 1. место | 2. место | 3. место | 4. место | 5. место | 6. место | 7. место | 8. место | Бр. финал. | Бод. |
| ----- | ------ | -------- | -------- | -------- | -------- | -------- | -------- | -------- | -------- | ---------- | ---- |
| =15.  | Бразил | 0        | 0        | 0        | 3        | 1        | 1        | 1        | 1        | 7          | 25   |

## Учесници
| Мушкарци: - Пауло Андре Камило де Оливеира — 100 м, 200 м - Родриго до Наскименто — 100 м, 4х100 м - Витор Хуго дос Сантос — 100 м, 4х100 м - Алдемир да Силва Жуниор — 200 м - Лукас Карваљо — 400 м, 4х400 м (м+ж) - Пауло Роберто де Алмеида Паула — Маратон - Велингтон Безера Да Силва — Маратон - Вагнер Да Силва Нороња — Маратон - Едуардо Родригез — 110 м препоне - Габријел Константино — 110 м препоне - Алисон дос Сантос — 400 м препоне - Марсио Телес — 400 м препоне - Артур Терезан — 400 м препоне - Алтобели Сантос да Силва — 3.000 м препреке - Дерик Силва — 4х100 м - Пауло Андре Камило де Оливеира — 4х100 м - Александар Русо — 4х400 м (м+ж) - Андерсон Енрикес — 4х400 м (м+ж) - Кајо Бонфим — 20 км ходање - Moacir Zimmermann — 20 км ходање - Тијаго Браз да Силва — Скок мотком - Аугусто Дутра де Оливеира — Скок мотком - Алмир дос Сантос — Троскок - Александро де Мело — Троскок - Дарлан Романи — Бацање кугле | Жене: - Виторија Кристина Роза — 100 м, 200 м, 4х100 м - Росанжела Сантос — 100 м, 4х100 м - Лорене Мартинс — 200 м, 4х100 м - Тифани Силва Марино — 400 м, 4х400 м (м+ж) - Валдилене Дос Сантос Силва — Маратон - Андреја Хесел — Маратон - Џесика Мореира — 400 м препоне - Франсијела Красуки —4х100 м - Ана Клаудија Силва —4х100 м - Жеиса Апаресида Котињо — 4х400 м (м+ж) - Ерика Роча де Сена — 20 км ходање - Вивијане Лира — 20 км ходање - Elianay Pereira — 50 км ходање - Елиане Мартинс — Скок удаљ - Жеиса Арканжо — Бацање кугле - Фернанда Мартинс — Бацање диска - Лајла Ферер да Силва — Бацање копља |

## Резултати

### Мушкарци
| Атлетичар                                                                              | Дисциплина       | Лични рекорд | Квалификације     | Квалификације   | Полуфинале            | Полуфинале            | Финале                | Финале               | Детаљи |
| Атлетичар                                                                              | Дисциплина       | Лични рекорд | Резултат          | Место           | Резултат              | Место                 | Резултат              | Место                | Детаљи |
| -------------------------------------------------------------------------------------- | ---------------- | ------------ | ----------------- | --------------- | --------------------- | --------------------- | --------------------- | -------------------- | ------ |
| Родриго до Наскименто                                                                  | 100 м            | 10,10 НР     | 10,25 (.244)      | 4. у гр. 6      | Нису се квалификовали | Нису се квалификовали | Нису се квалификовали | 30 / 65 (68)         |        |
| Витор Хуго дос Сантос                                                                  | 100 м            | 10,07        | 10,42             | 7. у гр. 4      | Нису се квалификовали | Нису се квалификовали | Нису се квалификовали | 41 / 65 (68)         |        |
| Пауло Андре Камило де Оливеира                                                         | 100 м            | 10,02        | 10,11 КВ          | 1. у гр. 5      | 10,14 (.139)          | 4. у гр. 1            | Није се квалификовао  | 12 / 65 (68)         |        |
| Пауло Андре Камило де Оливеира                                                         | 200 м            | 20,28        | 20,75 (.745)      | 5. у гр. 1      | Нису се квалификовали | Нису се квалификовали | Нису се квалификовали | 36 / 50 (53)         |        |
| Алдемир да Силва Жуниор                                                                | 200 м            | 20,15        | 20,44             | 4. у гр. 3      | Нису се квалификовали | Нису се квалификовали | Нису се квалификовали | 23 / 50 (53)         |        |
| Лукас Карваљо                                                                          | 400 м            | 45,37        | 46,01             | 5. у гр. 1      | Нису се квалификовали | Нису се квалификовали | Нису се квалификовали | 27 / 41 (42)         |        |
| Пауло Роберто де Алмеида Паула                                                         | Маратон          | 2:10:23      |                   |                 |                       |                       | 2:18:42               | 19 / 55 (73)         |        |
| Велингтон Безера Да Силва                                                              | Маратон          | 2:13:34      | 2:21:49           | 44 / 55 (73)    |                       |                       |                       |                      |        |
| Вагнер Да Силва Нороња                                                                 | Маратон          | 2:14:57      | 2:26:11           | 51 / 55 (73)    |                       |                       |                       |                      |        |
| Едуардо Родригез                                                                       | 110 м препоне    | 13,30        | 13,92             | 8. у гр. 2      | Није се квалификовао  | Није се квалификовао  | Није се квалификовао  | 32 / 36 (41)         |        |
| Габријел Константино                                                                   | 110 м препоне    | 13,28        | Дисквалификован   | Дисквалификован | Није се квалификовао  | Није се квалификовао  | Није се квалификовао  | Није се квалификовао |        |
| Алисон дос Сантос                                                                      | 400 м препоне    | 48,45        | 49,66 КВ          | 2. у гр. 2      | 48,35 КВ, ЛР          | 1. у гр. 1            | 48,28 ЛР              | 7 / 38 (39)          |        |
| Марсио Телес                                                                           | 400 м препоне    | 48,60        | 51,02             | 7. у гр. 4      | Нису се квалификовали | Нису се квалификовали | Нису се квалификовали | 32 / 38 (39)         |        |
| Артур Терезан                                                                          | 400 м препоне    | 49,18        | 51,52             | 8. у гр. 1      | Нису се квалификовали | Нису се квалификовали | Нису се квалификовали | 34 / 38 (39)         |        |
| Алтобели Сантос да Силва                                                               | 3.000 м препреке | 8:23,67      | 8:25,34           | 6. у гр. 2      |                       |                       | Није се квалификовао  | 21 / 44 (46)         |        |
| Родриго до Наскименто Витор Хуго дос Сантос Дерик Силва Пауло Андре Камило де Оливеира | 4 х 100 м        | 37,90 НР     | 37,90 КВ, ЈАР, НР | 2. у гр. 1      | 37,72 ЈАР, НР         | 4 / 13 (16)           |                       |                      |        |
| Кајо Бонфим                                                                            | 20 км ходање     | 1:18:47 НР   |                   |                 |                       |                       | 1:31:32               | 12 / 40 (53)         |        |
| Moacir Zimmermann                                                                      | 20 км ходање     | 1:21:35      | 1:44:16           | 30 / 40 (53)    |                       |                       |                       |                      |        |
| Тијаго Браз да Силва                                                                   | Скок мотком      | 6,03 НР      | 5,75 КВ           | 2. у гр А       |                       |                       | 5,70                  | 5 / 29 (33)          |        |
| Аугусто Дутра де Оливеира                                                              | Скок мотком      | 5,82         | 5,70 кв           | 5. у гр. Б      | 5,55                  | 10 / 29 (33)          |                       |                      |        |
| Алмир дос Сантос                                                                       | Троскок          | 17,53        | 16,92 кв          | 5. у гр. А      | 15,01                 | 12 / 33               |                       |                      |        |
| Александро де Мело                                                                     | Троскок          | 17,31        | 16,26             | 13. у гр. Б     | Није се квалификовао  | 27 / 33               |                       |                      |        |
| Дарлан Романи                                                                          | Бацање кугле     | 22,61 НР     | 21,69             | 2. у гр. А      | 22,53                 | 4 / 34 (35)           |                       |                      |        |

### Жене
| Атлетичарка                                                                   | Дисциплина    | Лични рекорд | Квалификације      | Квалификације      | Полуфинале            | Полуфинале            | Финале                | Финале                | Детаљи |
| Атлетичарка                                                                   | Дисциплина    | Лични рекорд | Резултат           | Место              | Резултат              | Место                 | Резултат              | Место                 | Детаљи |
| ----------------------------------------------------------------------------- | ------------- | ------------ | ------------------ | ------------------ | --------------------- | --------------------- | --------------------- | --------------------- | ------ |
| Росанжела Сантос                                                              | 100 м         | 10,91        | 11,32 (.318)       | 5. у гр. 6         | Нису се квалификовале | Нису се квалификовале | Нису се квалификовале | 26 / 47               |        |
| Виториа Кристина Роза                                                         | 100 м         | 11,03        | 11,41              | 5. у гр. 5         | Нису се квалификовале | Нису се квалификовале | Нису се квалификовале | 33 / 47               |        |
| Виториа Кристина Роза                                                         | 200 м         | 22,62        | 23,81              | 7. у гр. 3         | Нису се квалификовале | Нису се квалификовале | Нису се квалификовале | 41 / 43 (48)          |        |
| Лорене Мартинс                                                                | 200 м         | 23,06        | 23,56 (.560)       | 5. у гр. 5         | Нису се квалификовале | Нису се квалификовале | Нису се квалификовале | 38 / 43 (48)          |        |
| Тифани Силва Марино                                                           | 400 м         | 51,84        | 51,96 (.956)       | 4. у гр. 3         | Нису се квалификовале | Нису се квалификовале | Нису се квалификовале | 24 / 47 (48)          |        |
| Валдилене Дос Сантос Силва                                                    | Маратон       | 2:32:01      |                    |                    |                       |                       | 2:59:00               | 30 / 40 (70)          |        |
| Андреја Хесел                                                                 | Маратон       | 2:34:55      | 3:06:13            | 36 / 40 (70)       |                       |                       |                       |                       |        |
| Џесика Мореира                                                                | 400 м препоне | 55,39        | 57,66              | 6. у гр. 1         | Није се квалификовала | Није се квалификовала | Није се квалификовала | 34 / 36 (39)          |        |
| Франсијела Красуки Ана Клаудија Силва Виторија Кристина Роза Росанжела Сантос | 4 х 100 м     | 42,29 НР     | Дисквалификоване   | Дисквалификоване   |                       |                       | Нису се квалификовале | Нису се квалификовале |        |
| Ерика Роча де Сена                                                            | 20 км ходање  | 1:26:59 НР   |                    |                    |                       |                       | 1:33:36               | 4 / 39 (45)           |        |
| Вивијане Лира                                                                 | 20 км ходање  | 1:33:09      | није завршила трку | није завршила трку |                       |                       |                       |                       |        |
| Elianay Pereira                                                               | 50 км ходање  | 4:29:33 НР   | 5:11:26            | 16 / 17 (24)       |                       |                       |                       |                       |        |
| Елајн Мартинс                                                                 | Скок удаљ     | 6,74         | 6,50               | 9. у гр. А         |                       |                       | Нису се квалификовале | 12 / 30               |        |
| Жеиса Арканжо                                                                 | Бацање кугле  | 19,02        | 17,45              | 11. гр. А          | 21 / 27               |                       | Нису се квалификовале |                       |        |
| Фернанда Мартинс                                                              | Бацање диска  | 64,66        | 62,33 кв           | 6. у гр. Б         | 62,44                 | 6 / 29 (30)           |                       |                       |        |
| Лајла Ферер да Силва                                                          | Бацање копља  | 62,52        | 55,49              | 14. у гр. А        | Није се квалификовала | 28 / 31               |                       |                       |        |

### Мешовито
| Атлетичари | Дисциплина | Лични рекорд | Квалификације       | Квалификације | Полуфинале | Полуфинале | Финале   | Финале | Детаљи |
| Атлетичари | Дисциплина | Лични рекорд | Резултат            | Место         | Резултат   | Место      | Резултат | Место  | Детаљи |
| --- | ---------- | ------------ | ------------------- | ------------- | ---------- | ---------- | -------- | ------ | ------ |
| Лукас Карваљо (м) Тифани Силва Марино (ж) Жеиса Апаресида Котињо (ж) Александар Русо (м) Андерсон Енрикес (м) | 4 х 400 м  | 3:18,26 НР   | 3:16,12 КВ, ЈАР, НР | 2. у гр. 2    |            |            | 3:16,22  | 8 / 16 |        |